# Institut catholique (Francia)
In Francia, un institute catholique, detto più colloquialmente un catho, è un istituto privato francese di istruzione superiore ad orientamento cattolico. Esistono 13 istituti cattolici che ospitano quasi 80 000 studenti. Gli istituti cattolici sono associazioni senza scopo di lucro e sono riconosciuti come Istituti di istruzione superiore privati di interesse generale (EESPIG).

## Istituti
In Francia, esistono tredici istituti cattolici di istruzione superiore che hanno diritto al nome di Institut catholique, e sono:
- Institut catholique de Lille (1875), odierna Università cattolica di Lilla, che è membro dell'Alliance universitaire polytechnique Hauts-de-France;
- Institut catholique de Lyon (1875), noto come Université catholique de Lyon e membro del ComUE Université de Lyon; e le sue due istituzioni associate: l'Institut catholique de la Méditerranée (Marsiglia, 1992) e il Centre universitaire catholique de Bourgogne (Digione, 1993);
- Institut catholique de Paris (1875) e le sue sedi distaccate di Reims (2021) e Rouen (2023);
- Facultés libres de l'Ouest di Angers (1875), nota come Université catholique de l'Ouest, e le sue filiali di Nantes, Niort e Guingamp;
- Institut catholique de Toulouse (1876);
- Institut catholique de Rennes (1989);
- Institut catholique de Vendée, a La Roche-sur-Yon (1990);

Institut catholique européen des Amériques, a Fort-de-France (2018).
Nel 2020 gli istituti cattolici contarono 80 000 studenti nel 2020, ovvero poco più del 4% della popolazione studentesca francese. Sono tutti membri della Federazione Internazionale delle Università Cattoliche (IFCU), fondata nel 1924, e della Federazione delle Università Cattoliche Europee (FUCE).
Diretti da un rettore, gli istituti cattolici hanno come cancelliere il vescovo della rispettiva sede.

## Storia e legislazione
Le cinque istituzioni storiche (Lille, Lione, Parigi, Angers e Tolosa) sono state fondate nel 1875-76 con la denominazione di università cattoliche, per sottolineare la loro appartenenza alle antiche università medievali. La loro fondazione fu resa possibile dalla legge del 1875 sulla libertà di insegnamento superiore, nota come legge Laboulaye. Il valore costituzionale di questo principio è riconosciuto dal 1999..
La legge del 18 marzo 1880 sulla libertà di insegnamento superiore vietava agli istituti di istruzione superiore privati di utilizzare il titolo di università e riservava il nome di università esclusivamente alle facoltà statali. Le università cattoliche erano allora chiamate in francese "instituts catholiques". L'espressione "università cattolica" rimase nell'uso comune, così come nel nome ufficiale latino di universitas catholica visibile sui sigilli di tali istituti..

### Libertà di istruzione superiore (1875)
Per porre fine al monopolio statale dell'istruzione superiore, il progetto di legge del 31 luglio 1871, presentato dal conte Hippolyte François Jaubert (1798-1874), deputato conservatore, fu infine adottato postumo dalla Camera dei Deputati il 12 luglio 1875 con 316 voti favorevoli e 266 contrari; la sinistra repubblicana criticò in particolare la giuria mista. Ciò portò alla creazione delle università cattoliche di Lilla, Lione, Parigi, Angers (1875) e Tolosa (1876).

#### Corsi e istituti liberi
Articolo 4: Gli istituti di istruzione superiore gratuita devono essere amministrati da almeno tre persone. [...] L'elenco dei professori e il programma dei corsi sono comunicati ogni anno [al Rettore o all'Ispettore dell'Accademia].»

#### Facoltà libere e università libere
Articolo 6: Per le Facoltà di Lettere, Scienze e Giurisprudenza, la dichiarazione firmata dagli amministratori deve indicare che le suddette Facoltà dispongono di aule, sale di lezione e di lavoro sufficienti per almeno cento studenti e di una biblioteca speciale. [...]
Articolo 7: Gli istituti liberi di insegnamento superiore saranno sempre aperti e accessibili ai delegati del Ministero della pubblica istruzione. La vigilanza può essere esercitata solo per garantire che l'insegnamento non sia contrario alla morale, alla Costituzione e alla legge.»

#### Riconoscimento dei titoli accademici
Articolo 14: La giuria speciale sarà composta da professori o abilitati all'insegnamento universitario delle Facoltà statali e da professori delle università libere in possesso del titolo di dottore. Essi saranno nominati per ogni sessione dal Ministro della Pubblica Istruzione [...].
Ogni commissione sarà presieduta da un membro del sistema di istruzione pubblica.
Articolo 15: Gli studenti delle università libere saranno soggetti alle stesse regole di quelli delle facoltà statali [...].»

### Ricostituzione del monopolio statale sui titoli universitari (1880)
Di fronte al successo delle università cattoliche, che nel 1880 contavano 10 000 dei 25 000 studenti francesi, la nuova maggioranza repubblicana si propose di frenarne l'espansione, senza però annullare completamente la libertà dell'istruzione superiore.
Ansioso di ripristinare il monopolio statale sul rilascio dei titoli universitari, il deputato anticlericale Paul Bert approfittò della caduta del presidente Mac Mahon per presentare un progetto di legge il 23 gennaio 1879, che fu ripreso dal Ministro dell'Istruzione pubblica Jules Ferry il 15 marzo. Il rapporto fu adottato dalla Camera dei Deputati il 9 luglio. Il Senato adottò il testo modificato il 15 marzo, a seguito di una relazione di Jules Simon dell'8 dicembre. La Camera, a maggioranza di sinistra, lo adottò definitivamente il 16 marzo con 364 voti favorevoli e 98 contrari. La legge fu firmata il 18 marzo 1880 dal neoeletto Presidente della Repubblica Jules Grévy e pubblicata nel Journal officiel il giorno successivo.
Gli articoli relativi alle cinque università cattoliche fondate nel 1875-1876 sono i seguenti:

#### Monopolio statale dei titoli e degli esami
Articolo 4 - [...] Gli attestati di studio che si ritiene opportuno rilasciare agli studenti non possono recare i titoli di baccalaureato, licenza o dottorato.
Articolo 5 - I titoli universitari o le lauree possono essere rilasciati solo a persone che li abbiano ottenuti dopo aver superato i prescritti esami o concorsi davanti a professori o giurie statali.»

#### Status giuridico della formazione e dei titoli
Gli istituti cattolici, in quanto istituti privati, non possono rilasciare a proprio nome agli studenti diplomi nazionali come la licenza, il master o il dottorato, che sono monopolio dello Stato, in virtù della legge del 18 marzo 1880. Possono collaborare con un'università affinché i propri studenti possano sostenere gli esami per il conseguimento di un titolo universitario rilasciato dall'università partner, oppure possono chiedere al Recteur d'académie di istituire una giuria rettorale ai sensi dell'articolo L613-7 del Codice dell'Istruzione.
Per loro conto, possono rilasciare diplomi istituzionali in tutte le discipline, nonché i diplomi canonici della Santa Sede in scienze ecclesiastiche, diritto canonico, teologia e filosofia.

## Eccezioni
In Alsazia e Mosella non ci sono università cattoliche o facoltà libere, poiché queste province sono state annesse dalla Germania dopo il Trattato di Francoforte del 1871, quando fu approvata la legge Laboulaye del 1875.
Da quando è stato mantenuto il regime concordatario francese, le facoltà cattoliche delle università pubbliche rilasciano diplomi di Stato in teologia, generalmente in seguito ad accordi tra il governo della Repubblica francese e la Santa Sede. Questi sono:
- Faculté de théologie catholique de Strasbourg (1902), l'unica facoltà di teologia cattolica in un'università pubblica francese;
  - Institut de droit canonique dell'Università di Strasburgo (1920);
- Département de théologie de l'Université de Lorraine a Metz (1965).

## Denominazioni
- 1875-1880: Universités catholiques e Facultés libres;
- dopo il 1880: Instituts catholiques e Facultés libres.